# Favoriten (film)
 For alternative betydninger, se Favoriten. (Se også artikler, som begynder med Favoriten)
Favoriten er en dansk stumfilm fra 1917, der er instrueret af Robert Dinesen efter manuskript af Alfred Nervø.

## Handling
Filmen omhandler et motorløb, der ender fatalt for en deltager.

## Medvirkende
- Valdemar Psilander - Victor Lebrassier, automobilfabrikant
- Thorleif Lund - Jean de Beaufort
- Else Frölich - Claire, Jeans hustru
- Erik Holberg - Baron Vaincourt
- Peter Jørgensen
- Ingeborg Spangsfeldt - Stuepige
- Axel Mattsson
- Robert Storm Petersen
- Charles Willumsen
- Oluf Billesborg